# Ilfenesh Hadera
Pour les articles homonymes, voir Hadera.
Ilfenesh Hadera, née le 1er décembre 1985, est une actrice américaine.

## Biographie
Née à New York d'un père éthiopien et d'une mère américaine, Ilfenesh Hadera étudie à la Fiorello H. LaGuardia High School of Music & Art and Performing Arts et à la Harlem School of Arts (en), et fait ses débuts en tant qu'actrice dans le film 1/20 en 2010.

## Filmographie

### Cinéma
- 2010 : 1/20 :  Hazel
- 2017 : Baywatch : Alerte à Malibu : Stephanie Holden
- 2024 : The Bricklayer de Renny Harlin : Tye
- 2024 : Werewolves de Steven C. Miller : Lucy Marshall
- 2025 : High and Low de Spike Lee

### Séries télévisées
- 2015 : Chicago Fire : Serena Holmes (4 épisodes)
- 2015 : Show me a Hero
- 2016 - 2017 : Billions : Deb Kawi (20 épisodes)
- 2018 : Cameron Black : l'Illusionniste : Kay Daniels (13 épisodes)
- 2017 - 2019 : Nola Darling n'en fait qu'à sa tête : Opal Gilstrap (10 épisodes)
- 2020 - Godfather of Harlem : Mayme Johnson